# Diferencia simétrica

La diferencia simétrica de A y B es el conjunto que contiene todos los elementos de A y de B salvo aquellos que pertenecen a ambos.

En teoría de conjuntos, la diferencia simétrica de dos conjuntos es una operación cuyo resultado es otro conjunto que contiene a aquellos elementos que pertenecen a cada uno de los conjuntos iniciales, pero no a ambos a la vez. Por ejemplo, la diferencia simétrica del conjunto de los números pares positivos P y el conjunto de los cuadrados perfectos C es un conjunto D que contiene los cuadrados impares y los pares no cuadrados:
{\displaystyle P=\{2,4,6,8,10,12,14,16,\ldots \}}
{\displaystyle C=\{1,4,9,16,25,\ldots \}}
{\displaystyle D=\{1,2,6,8,9,10,12,14,18,\ldots \}}

## Definición

Diferencia simétrica de dos conjuntos A y B.

Dados dos conjuntos A y B, su diferencia simétrica, A Δ B, es un conjunto que contiene los elementos de A y B que no son comunes a ambos:
| La diferencia simétrica de dos conjuntos A y B es otro conjunto A Δ B cuyos elementos son todos los elementos de A o B, a excepción de los elementos comunes a ambos: {\displaystyle x\in A\ \Delta \,B} si y sólo si, o bien {\displaystyle x\in A} o bien {\displaystyle x\in B} |

Ejemplo.
- Sean A = {a, ♠, 5, Z} y B = {8, #, a, Γ, ♠}. La diferencia simétrica es A Δ B = {5, Γ, #, Z, 8}.
- Sean los conjuntos de polígonos T = {pentágonos} y R = {polígonos regulares}. La diferencia simétrica contiene los polígonos regulares y pentágonos que no sean ambas cosas a la vez, o sea: R Δ T = {Pentágonos irregulares y polígonos regulares que no posean 5 lados}.

La definición de la diferencia simétrica puede reducirse fácilmente a las operaciones de unión, intersección y diferencia:
| {\displaystyle A\ \Delta \,B=(A\cup B)\setminus (A\cap B)=(A\setminus B)\cup (B\setminus A)} |

### Generalizaciones
La diferencia simétrica es conmutativa y asociativa por lo que al tomar la diferencia simétrica de más de dos conjuntos, el orden en el que se realizan las operaciones es irrelevante (ver más abajo). Así es que se puede definir la diferencia simétrica de una familia de conjuntos finita:
| {\displaystyle A_{1}\ \triangle \,A_{2}\ \triangle \,\ldots \ \triangle \,A_{n}\equiv \left(A_{1}\ \triangle \,\left(A_{2}\ \triangle \,\left(\ldots \ \triangle \,A_{n}\right){\scriptstyle \ldots }\right)\right.} |

Puede comprobarse que una definición alternativa para esta diferencia de varios conjuntos es incluir sólo los elementos que aparecen un número impar de veces:
| {\displaystyle A_{1}\ \triangle \,A_{2}\ \triangle \,\ldots \ \triangle \,A_{n}={\big \{}a\in \cup _{1\leq i\leq n}A_{i}:{\text{ el cardinal de }}\{k:a\in A_{k}\}{\text{ es impar}}{\big \}}} |

## Propiedades
De la definición de diferencia simétrica puede deducirse directamente:
| - Nilpotencia. La diferencia simétrica de un conjunto consigo mismo es el conjunto vacío: {\displaystyle A\,\triangle A=\varnothing } - La diferencia simétrica de un conjunto y uno de sus subconjuntos es la diferencia entre ellos: {\displaystyle B\subseteq A\rightarrow A\triangle B=A\setminus B} |

La diferencia simétrica tiene propiedades semejantes a las operaciones con números:
| - Propiedad asociativa. La diferencia simétrica de los conjuntos A y B Δ C es igual que la diferencia simétrica de los conjuntos A Δ B y C : {\displaystyle (A\triangle B)\triangle C=A\triangle (B\triangle C)} - Propiedad conmutativa. La diferencia simétrica de los conjuntos A y B es igual a la diferencia simétrica de los conjuntos B y A : {\displaystyle A\triangle B=B\triangle A} - Elemento neutro. La diferencia simétrica de un conjunto A con el conjunto vacío es el mismo conjunto A: {\displaystyle A\triangle \varnothing =A} |

Además, con respecto a la intersección existe una ley distributiva:
| Propiedad distributiva {\displaystyle A\cap (B\triangle C)=(A\cap B)\triangle (A\cap C)} |

Las propiedades de la intersección y la diferencia simétrica son similares a las del producto y la suma en Z2. Esto implica que el conjunto potencia de un conjunto dado X tiene estructura de anillo considerando estas dos operaciones. Este anillo se corresponde (es isomorfo) al anillo de las funciones de X con valores en Z2, con la suma y producto punto a punto. La correspondencia asigna a cada subconjunto de X su función característica.